# Nymphidium ascolia
Nymphidium ascolia är en fjärilsart som beskrevs av William Chapman Hewitson 1852. Nymphidium ascolia ingår i släktet Nymphidium och familjen Riodinidae. Inga underarter finns listade i Catalogue of Life.

## Bildgalleri

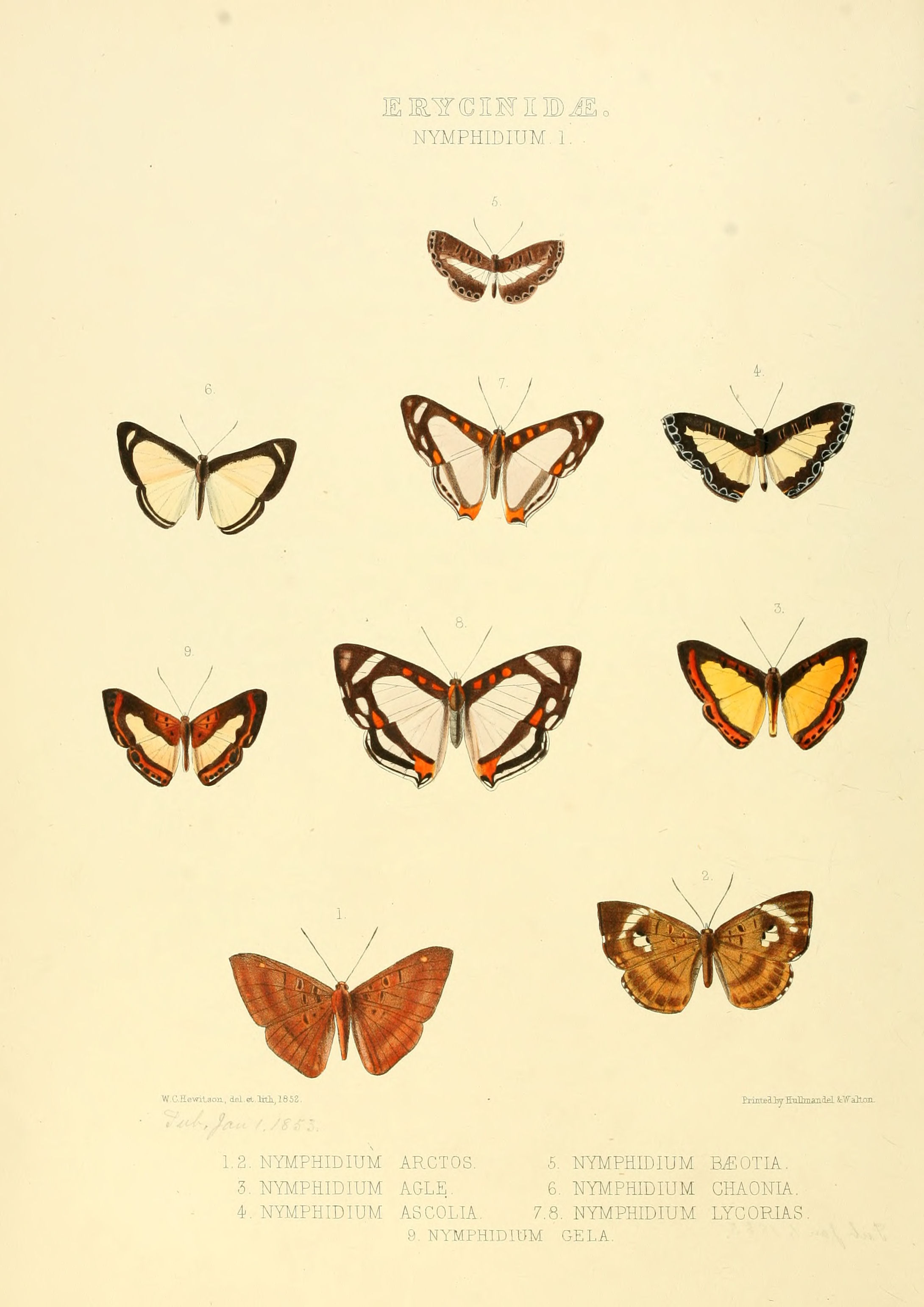